# Conan Doyle und der Fall Edalji
Conan Doyle und der Fall Edalji ist ein deutscher Fernsehfilm. Er erzählt die wahre Geschichte, wie der Kriminalschriftsteller Arthur Conan Doyle in einem Fall von Tierquälerei recherchiert und dabei den zu Unrecht verurteilten George Edalji entlastet.

## Handlung
Die Geschichte um Conan Doyle ist in eine Rahmenhandlung eingebettet: Ein Zeitungsjournalist soll anlässlich des 75. Jubiläums der ersten Sherlock-Holmes-Geschichte einen Artikel über Arthur Conan Doyle schreiben. Er geht ins Redaktionsarchiv und trifft dort auf einen Archivar, der ihm vieles über Conan Doyle erzählen kann, so auch die folgende Geschichte:
England, 1903: George, in England geborener Sohn eines Inders, ist schon seit vielen Jahren rassistischen Anfeindungen und Drohungen ausgesetzt. Die Polizei hilft ihm jedoch nicht und beschuldigt ihn, die Drohbriefe selbst geschrieben zu haben. Zudem wirft man ihm vor, nachts auf den Weiden in der Umgebung seines Elternhauses Pferde verstümmelt und getötet zu haben. Er wird verhaftet und zu sieben Jahren Zuchthaus verurteilt.
Drei Jahre später: Arthur Conan Doyle, durch seine Sherlock-Holmes-Geschichten reich und berühmt geworden, ist verärgert über die vielen Leser, die ihn mit seiner Romanfigur verwechseln und ihn wegen der Aufklärung von Verbrechen um Rat fragen. Als ihn aber Frau Edalji um Hilfe bittet, weil ihr Sohn George unschuldig im Gefängnis sitzt, und dabei unterstützt wird von einem ehemaligen Lordoberrichter, kann er diesen Wunsch nicht abschlagen. Er recherchiert auf eigene Faust, entdeckt Unstimmigkeiten und Pannen bei der Beweisaufnahme der Polizei. Edalji wird freigelassen, jedoch ohne Begründung und ohne Rücknahme des Urteils, sodass er als Vorbestrafter seinen Beruf als Rechtsanwalt nicht mehr ausüben kann. Conan Doyle lernt Edalji nun kennen und bemerkt, dass dieser wegen seines schweren Sehfehlers die bei Nacht verübten Verbrechen gar nicht verübt haben kann. Er nutzt seine Popularität und macht durch Presseartikel öffentlichen Druck auf den britischen Innenminister. Dieser setzt eine Kommission ein, die den Fall neu bewertet und Edalji endlich freispricht. Eine Haftentschädigung wird ihm allerdings verweigert.

## Produktion
Der Film wurde von der Elan-Film im Auftrag des ZDF produziert und am 29. Juni 1966 zum ersten Mal ausgestrahlt. 2012 erschien er bei Studio Hamburg Enterprises auf DVD.

## Rezeption
„Das war ein reizvolles und spannendes Spiel [...]. In der Titelrolle machte Paul Klinger, in vorzüglicher Maske kaum wiederzuerkennen, treffliche Figur.“